# Elsa von Rosen
För dansaren, se Elsa-Marianne von Rosen
Elsa von Rosen, född 7 februari 1904 i Hedvig Eleonora församling i Stockholm, död 15 april 1991 i Oscars församling i Stockholm, var en svensk grevinna och under åren 1937–1951 prinsessa Bernadotte.
Elsa von Rosen var dotter till överceremonimästaren greve Eugène von Rosen på Örbyhus slott och dennes första hustru Eleonore Wijk.
Elsa von Rosen var i sitt första äktenskap gift 1923–1935 med sin släkting diplomaten greve Adolf von Rosen. Makarna fick tre barn, nämligen grevinnan Rosita Wachtmeister (1925–1991), greve Jan-Carl von Rosen (1929–2016) och friherrinnan Ursula von Platen (1931–2020).
Två år efter skilsmässan blev Elsa von Rosen rikskänd då hon gifte om sig med den sju år yngre svenske prinsen Carl junior. Då Elsa von Rosen inte var av furstlig börd, miste Carl sin svenska prinstitel och ställning i tronföljden. Av sin svåger kung Leopold III av Belgien gavs Carl dock den ärftliga titeln prins Bernadotte och hon kunde därigenom, fram till dess att äktenskapet upplöstes 1951, titulera sig prinsessan Elsa Bernadotte. 
Efter sin andra skilsmässa återtog Elsa von Rosen sitt flicknamn, som också var hennes efternamn i första giftet. I Elsa von Rosens andra äktenskap föddes 1938 dottern grevinnan Madeleine Bernadotte.